# Bolschaja Tschalykla
Die Bolschaja Tschalykla (russisch Большая Чалыкла („Große Tschalykla“)) ist ein linker Nebenfluss des Kamelik in der russischen Oblast Saratow.
Die Bolschaja Tschalykla entspringt in dem Höhenzug Obschtschi Syrt. Die Bolschaja Tschalykla fließt anfangs nach Osten. Bei Osinki wendet sie sich dann nach Norden. Sie mündet nach 155 km in den Kamelik, einen linken Nebenfluss des Großen Irgis. Die Bolschaja Tschalykla entwässert ein Areal von 3330 km². Der Fluss wird hauptsächlich von der Schneeschmelze gespeist.   
Größere Nebenflüsse der Bolschaja Tschalykla sind: Golenkaja, Schestjanka und Malaja  Tschalykla (alle von links).